# Трибунал луцкий
Трибунал луцкий (Луцкий трибунал) — высший апелляционный суд для Киевского, Волынского и Брацлавского воеводств Речи Посполитой в 1578—1589 годах.
При учреждении в Польском королевстве Трибунала коронного на варшавском сейме 1578 года для воеводств Киевского, Волынского и Брацлавского был учрежден особый главный суд, или трибунал, в Луцке, по образцу Трибунала коронного. Он состоял из тринадцати депутатов или судей, избираемых ежегодно на сеймиках; Волынское воеводство посылало 5, Киевское и Брацлавское — по 4 депутата. Дела в Луцком трибунале решались на основании литовского статута. Относительно избрания судей, их обязанностей, прав, порядка заседаний Луцкий трибунал руководствовался уставом коронного трибунала. В 1589 году Луцкий трибунал, по просьбе шляхетства, был закрыт, и воеводства Киевское, Волынское и Брацлавское были подчинены, в судебном отношении, Трибуналу коронному, люблинской его сессии.